# 93 Минерва
93 Минерва (лат. 93 Minerva) је астероид главног астероидног појаса. Приближан пречник астероида је 141,55 km, 
а средња удаљеност астероида од Сунца износи 2,753 астрономских јединица (АЈ). 
Инклинација (нагиб) орбите у односу на раван еклиптике је 8,562 степени, а орбитални период износи 1668,691 дана (4,568 године). Ексцентрицитет орбите астероида износи 0,142. 
Апсолутна магнитуда астероида износи 7,70 а геометријски албедо 0,073.
Астероид је откривен 24. августа 1867. године.